# Alfambra
Alfambra – gmina w Hiszpanii, w prowincji Teruel, w Aragonii, o powierzchni 122,44 km². W 2011 roku gmina liczyła 622 mieszkańców.